# Manchester United F.C. mùa giải 2020–21
Mùa giải 2020–21 là mùa giải thứ 29 của Manchester United tại Premier League và là mùa thứ 46 liên tiếp thi đấu ở giải đấu cao nhất của bóng đá Anh. Ngoài ra, câu lạc bộ còn tham gia thi đấu tại Cúp FA, Cúp EFL, UEFA Champions League và UEFA Europa League.
Manchester United về nhì tại Giải bóng đá Ngoại hạng Anh, lọt vào bán kết Cúp EFL và tứ kết Cúp FA. Ở đấu trường châu Âu, câu lạc bộ để thua Villarreal tại trận chung kết UEFA Europa League. Đây là mùa giải thứ tư liên tiếp United không có được một danh hiệu nào.

## Giao hữu
Mùa giải trước kết thúc muộn hơn bình thường do ảnh hưởng của đại dịch COVID-19 nên Manchester United chỉ đá một trận giao hữu tiền mùa giải 2020–21 với Aston Villa vào ngày 12 tháng 9 năm 2020. Ollie Watkins của Aston Villa là cầu ghi bàn thắng duy nhất của trận đấu ở phút thứ 16.
| Ngày                | Đối thủ     | H / A | Kết quả | Ghi bàn | Khán giả |
| ------------------- | ----------- | ----- | ------- | ------- | -------- |
| 12 tháng 9 năm 2020 | Aston Villa | A     | 0–1     |         |          |

## Premier League
| Ngày                 | Đối thủ                 | H / A | Kết quả F–A | Ghi bàn | Khán giả | Thứ hạng |
| -------------------- | ----------------------- | ----- | ----------- | --- | -------- | -------- |
| 19 tháng 9 năm 2020  | Crystal Palace          | H     | 1–3         | Van de Beek 80' | 0        | 16       |
| 26 tháng 9 năm 2020  | Brighton & Hove Albion  | A     | 3–2         | Dunk 43' (p.l.n), Rashford 55', Fernandes 90+10' (pen.)                                                                                 | 0        | 13       |
| 4 tháng 10 năm 2020  | Tottenham Hotspur       | H     | 1–6         | Fernandes 2' (pen.) | 0        | 16       |
| 17 tháng 10 năm 2020 | Newcastle United        | A     | 4–1         | Maguire 23', Fernandes 86', Wan-Bissaka 90', Rashford 90+6'                                                                             | 0        | 15       |
| 24 tháng 10 năm 2020 | Chelsea                 | H     | 0–0         | | 0        | 15       |
| 1 tháng 11 năm 2020  | Arsenal                 | H     | 0–1         | | 0        | 15       |
| 7 tháng 11 năm 2020  | Everton                 | A     | 3–1         | Fernandes (2) 25', 32', Cavani 90+5' | 0        | 14       |
| 21 tháng 11 năm 2020 | West Bromwich Albion    | H     | 1–0         | Fernandes 56' (pen.) | 0        | 10       |
| 29 tháng 11 năm 2020 | Southampton             | A     | 3–2         | Fernandes 59', Cavani (2) 74', 90+2' | 0        | 8        |
| 5 tháng 12 năm 2020  | West Ham United         | A     | 3–1         | Pogba 65', Greenwood 68', Rashford 78'                                                                                                  | 2,000    | 6        |
| 12 tháng 12 năm 2020 | Manchester City         | H     | 0–0         | | 0        | 8        |
| 17 tháng 12 năm 2020 | Sheffield United        | A     | 3–2         | Rashford (2) 26', 51', Martial 33' | 0        | 6        |
| 20 tháng 12 năm 2020 | Leeds United            | H     | 6–2         | McTominay (2) 2', 3', Fernandes (2) 20', 70' (pen.), Lindelöf 37', James 66'                                                            | 0        | 3        |
| 26 tháng 12 năm 2020 | Leicester City          | A     | 2–2         | Rashford 23', Fernandes 79' | 0        | 4        |
| 29 tháng 12 năm 2020 | Wolverhampton Wanderers | H     | 1–0         | Rashford 90+3' | 0        | 2        |
| 1 tháng 1 năm 2021   | Aston Villa             | H     | 2–1         | Martial 40', Fernandes 61' (pen.) | 0        | 2        |
| 12 tháng 1 năm 2021  | Burnley                 | A     | 1–0         | Pogba 71' | 0        | 1        |
| 17 tháng 1 năm 2021  | Liverpool               | A     | 0–0         | | 0        | 1        |
| 20 tháng 1 năm 2021  | Fulham                  | A     | 2–1         | Cavani 21', Pogba 65' | 0        | 1        |
| 27 tháng 1 năm 2021  | Sheffield United        | H     | 1–2         | Maguire 64' | 0        | 2        |
| 30 tháng 1 năm 2021  | Arsenal                 | A     | 0–0         | | 0        | 2        |
| 2 tháng 2 năm 2021   | Southampton             | H     | 9–0         | Wan-Bissaka 18', Rashford 25', Bednarek 34' (p.l.n), Cavani 39', Martial (2) 69', 90', McTominay 71', Fernandes 87' (pen.), James 90+3' | 0        | 2        |
| 6 tháng 2 năm 2021   | Everton                 | H     | 3–3         | Cavani 24', Fernandes 45', McTominay 70'                                                                                                | 0        | 2        |
| 14 tháng 2 năm 2021  | West Bromwich Albion    | A     | 1–1         | Fernandes 44' | 0        | 2        |
| 21 tháng 2 năm 2021  | Newcastle United        | H     | 3–1         | Rashford 30', James 57', Fernandes 75' (pen.)                                                                                           | 0        | 2        |
| 28 tháng 2 năm 2021  | Chelsea                 | A     | 0–0         | | 0        | 2        |
| 3 tháng 3 năm 2021   | Crystal Palace          | A     | 0–0         | | 0        | 2        |
| 7 tháng 3 năm 2021   | Manchester City         | A     | 2–0         | Fernandes 2' (pen.), Shaw 50' | 0        | 2        |
| 14 tháng 3 năm 2021  | West Ham United         | H     | 1–0         | Dawson 53' (p.l.n) | 0        | 2        |
| 4 tháng 4 năm 2021   | Brighton & Hove Albion  | H     | 2–1         | Rashford 62', Greenwood 83' | 0        | 2        |
| 11 tháng 4 năm 2021  | Tottenham Hotspur       | A     | 3–1         | Fred 57', Cavani 79', Greenwood 90+6'                                                                                                   | 0        | 2        |
| 18 tháng 4 năm 2021  | Burnley                 | H     | 3–1         | Greenwood (2) 48', 84', Cavani 90+3' | 0        | 2        |
| 25 tháng 4 năm 2021  | Leeds United            | A     | 0–0         | | 0        | 2        |
| 9 tháng 5 năm 2021   | Aston Villa             | A     | 3–1         | Fernandes 52' (pen.), Greenwood 56', Cavani 87'                                                                                         | 0        | 2        |
| 11 tháng 5 năm 2021  | Leicester City          | H     | 1–2         | Greenwood 15' | 0        | 2        |
| 13 tháng 5 năm 2021  | Liverpool               | H     | 2–4         | Fernandes 10', Rashford 68' | 0        | 2        |
| 18 tháng 5 năm 2021  | Fulham                  | H     | 1–1         | Cavani 15' | 10,000   | 2        |
| 23 tháng 5 năm 2021  | Wolverhampton Wanderers | A     | 2–1         | Elanga 13', Mata 45+4' (pen.) | 4,500    | 2        |

### Bảng xếp hạng
| VT | Đội                      | ST | T  | H  | B  | BT | BB | HS  | Đ  | Giành quyền tham dự hoặc xuống hạng            |
| -- | ------------------------ | -- | -- | -- | -- | -- | -- | --- | -- | ---------------------------------------------- |
| 1  | Manchester City (C)      | 38 | 27 | 5  | 6  | 83 | 32 | +51 | 86 | Lọt vào vòng bảng Champions League             |
| 2  | Manchester United        | 38 | 21 | 11 | 6  | 73 | 44 | +29 | 74 | Lọt vào vòng bảng Champions League             |
| 3  | Liverpool                | 38 | 20 | 9  | 9  | 68 | 42 | +26 | 69 | Lọt vào vòng bảng Champions League             |
| 4  | Chelsea                  | 38 | 19 | 10 | 9  | 58 | 36 | +22 | 67 | Lọt vào vòng bảng Champions League             |
| 5  | Leicester City           | 38 | 20 | 6  | 12 | 68 | 50 | +18 | 66 | Lọt vào vòng bảng Europa League                |
| 6  | West Ham United          | 38 | 19 | 8  | 11 | 62 | 47 | +15 | 65 | Lọt vào vòng bảng Europa League                |
| 7  | Tottenham Hotspur        | 38 | 18 | 8  | 12 | 68 | 45 | +23 | 62 | Lọt vào vòng play-off Europa Conference League |
| 8  | Arsenal                  | 38 | 18 | 7  | 13 | 55 | 39 | +16 | 61 |                                                |
| 9  | Leeds United             | 38 | 18 | 5  | 15 | 62 | 54 | +8  | 59 |                                                |
| 10 | Everton                  | 38 | 17 | 8  | 13 | 47 | 48 | −1  | 59 |                                                |
| 11 | Aston Villa              | 38 | 16 | 7  | 15 | 55 | 46 | +9  | 55 |                                                |
| 12 | Newcastle United         | 38 | 12 | 9  | 17 | 46 | 62 | −16 | 45 |                                                |
| 13 | Wolverhampton Wanderers  | 38 | 12 | 9  | 17 | 36 | 52 | −16 | 45 |                                                |
| 14 | Crystal Palace           | 38 | 12 | 8  | 18 | 41 | 66 | −25 | 44 |                                                |
| 15 | Southampton              | 38 | 12 | 7  | 19 | 47 | 68 | −21 | 43 |                                                |
| 16 | Brighton & Hove Albion   | 38 | 9  | 14 | 15 | 40 | 46 | −6  | 41 |                                                |
| 17 | Burnley                  | 38 | 10 | 9  | 19 | 33 | 55 | −22 | 39 |                                                |
| 18 | Fulham (R)               | 38 | 5  | 13 | 20 | 27 | 53 | −26 | 28 | Xuống hạng đến EFL Championship                |
| 19 | West Bromwich Albion (R) | 38 | 5  | 11 | 22 | 35 | 76 | −41 | 26 | Xuống hạng đến EFL Championship                |
| 20 | Sheffield United (R)     | 38 | 7  | 2  | 29 | 20 | 63 | −43 | 23 | Xuống hạng đến EFL Championship                |

1. ↑  Vì đội vô địch của Cúp FA 2020-21, Leicester City, đã lọt vào đấu trường châu Âu dựa trên vị trí bảng xếp hạng, suất dự vòng bảng Europa League dành cho đội vô địch Cúp FA được chuyển qua cho đội đứng thứ sáu.
2. ↑  Vì đội vô địch của Cúp EFL 2020-21, Manchester City, đã lọt vào đấu trường châu Âu dựa trên vị trí bảng xếp hạng, suất dự Europa Conference League dành cho đội vô địch Cúp EFL được chuyển qua cho đội bóng Premier League có thứ hạng cao nhất mà chưa lọt vào đấu trường châu Âu, chính là đội đứng thứ bảy.

| Tổng thể | Tổng thể | Tổng thể | Tổng thể | Tổng thể | Tổng thể | Tổng thể | Tổng thể | Sân nhà | Sân nhà | Sân nhà | Sân nhà | Sân nhà | Sân nhà | Sân khách | Sân khách | Sân khách | Sân khách | Sân khách | Sân khách |
| ST       | T        | H        | B        | BT       | BB       | HS       | Đ        | T       | H       | B       | BT      | BB      | HS      | T         | H         | B         | BT        | BB        | HS        |
| -------- | -------- | -------- | -------- | -------- | -------- | -------- | -------- | ------- | ------- | ------- | ------- | ------- | ------- | --------- | --------- | --------- | --------- | --------- | --------- |
| 38       | 21       | 11       | 6        | 73       | 44       | +29      | 74       | 9       | 4       | 6       | 38      | 28      | +10     | 12        | 7         | 0         | 35        | 16        | +19       |

## Cúp FA
| Ngày                | Vòng đấu | Đối thủ         | H / A | Kết quả F–A  | Ghi bàn                                    | Khán giả |
| ------------------- | -------- | --------------- | ----- | ------------ | ------------------------------------------ | -------- |
| 9 tháng 1 năm 2021  | Vòng 3   | Watford         | H     | 1–0          | McTominay 5'                               | 0        |
| 24 tháng 1 năm 2021 | Vòng 4   | Liverpool       | H     | 3–2          | Greenwood 26', Rashford 48', Fernandes 78' | 0        |
| 9 tháng 2 năm 2021  | Vòng 5   | West Ham United | H     | 1–0 (s.h.p.) | McTominay 97'                              | 0        |
| 21 tháng 3 năm 2021 | Tứ kết   | Leicester City  | A     | 1–3          | Greenwood 38'                              | 0        |

## Cúp Liên Đoàn Anh
| Ngày                 | Vòng đấu | Đối thủ                | H / A | Kết quả F–A | Ghi bàn                                        | Khán giả |
| -------------------- | -------- | ---------------------- | ----- | ----------- | ---------------------------------------------- | -------- |
| 22 tháng 9 năm 2020  | Vòng 3   | Luton Town             | A     | 3–0         | Mata 44' (pen.), Rashford 88', Greenwood 90+2' | 0        |
| 30 tháng 9 năm 2020  | Vòng 4   | Brighton & Hove Albion | A     | 3–0         | McTominay 44', Mata 73', Pogba 80'             | 0        |
| 23 tháng 12 năm 2020 | Tứ kết   | Everton                | A     | 2–0         | Cavani 88', Martial 90+6'                      | 2,000    |
| 6 tháng 1 năm 2021   | Bán kết  | Manchester City        | H     | 0–2         |                                                | 0        |

## UEFA Champions League

### Vòng bảng
| Ngày                 | Đối thủ             | H / A | Kết quả F–A | Ghi bàn                                                         | Khán giả | Vị trí |
| -------------------- | ------------------- | ----- | ----------- | --------------------------------------------------------------- | -------- | ------ |
| 20 tháng 10 năm 2020 | Paris Saint-Germain | A     | 2–1         | Fernandes 23' (pen.), Rashford 87'                              | 0        | 2      |
| 28 tháng 10 năm 2020 | RB Leipzig          | H     | 5–0         | Greenwood 21', Rashford (3) 74', 78', 90+2', Martial 87' (pen.) | 577      | 1      |
| 4 tháng 11 năm 2020  | İstanbul Başakşehir | A     | 1–2         | Martial 43'                                                     | 350      | 1      |
| 24 tháng 11 năm 2020 | İstanbul Başakşehir | H     | 4–1         | Fernandes (2) 7', 19', Rashford 35' (pen.), James 90+2'         | 545      | 1      |
| 2 tháng 12 năm 2020  | Paris Saint-Germain | H     | 1–3         | Rashford 32'                                                    | 638      | 1      |
| 8 tháng 12 năm 2020  | RB Leipzig          | A     | 2–3         | Fernandes 80' (pen.), Pogba 82'                                 | 0        | 3      |

| VT | Đội                 | ST | T | H | B | BT | BB | HS  | Đ  | Giành quyền tham dự                 |
| -- | ------------------- | -- | - | - | - | -- | -- | --- | -- | ----------------------------------- |
| 1  | Paris Saint-Germain | 6  | 4 | 0 | 2 | 13 | 6  | +7  | 12 | Đi tiếp vào vòng đấu loại trực tiếp |
| 2  | RB Leipzig          | 6  | 4 | 0 | 2 | 11 | 12 | −1  | 12 | Đi tiếp vào vòng đấu loại trực tiếp |
| 3  | Manchester United   | 6  | 3 | 0 | 3 | 15 | 10 | +5  | 9  | Chuyển qua Europa League            |
| 4  | İstanbul Başakşehir | 6  | 1 | 0 | 5 | 7  | 18 | −11 | 3  |                                     |

1. 1 2  Bằng điểm đối đầu (3). Hiệu số bàn thắng thua đối đầu: Paris Saint-Germain +1, RB Leipzig 0.

## UEFA Europa League

### Vòng loại trực tiếp
| Ngày                     | Vòng đấu             | Đối thủ       | H / A | Kết quả F–A         | Cầu thủ ghi bàn                                                                   | Khán giả |
| ------------------------ | -------------------- | ------------- | ----- | ------------------- | --------------------------------------------------------------------------------- | -------- |
| 18 tháng 2 năm 2021      | Vòng 32 đội Lượt đi  | Real Sociedad | N     | 4–0                 | Fernandes (2) 27', 58', Rashford 65', James 90'                                   | 0        |
| 25 tháng 2 năm 2021      | Vòng 32 đội Lượt về  | Real Sociedad | H     | 0–0                 |                                                                                   | 0        |
| 11 tháng 3 năm 2021      | Vòng 16 đội Lượt đi  | Milan         | H     | 1–1                 | Diallo 50'                                                                        |          |
| 18 tháng 3 năm 2021      | Vòng 16 đội Lượt về  | Milan         | A     | 1–0                 | Pogba 49'                                                                         | 0        |
| Ngày 9 tháng 4 năm 2021  | Vòng tứ kết Lượt đi  | Granada       | A     | 2–0                 | Rashford 31', Bruno Fernandes 90' (pen.)                                          | 0        |
| Ngày 16 tháng 4 năm 2021 | Vòng tứ kết Lượt về  | Granada       | A     | 2–0                 | Cavani 6', Vallejo 90' (p.l.n)                                                    | 0        |
| Ngày 30 tháng 4 năm 2021 | Vòng bán kết Lượt đi | Roma          | H     | 6–2                 | Bruno Fernandes (2) 9', 71' (pen.), Cavani (2) 48', 64', Pogba 75', Greenwood 86' | 0        |
| Ngày 7 tháng 5 năm 2021  | Vòng bán kết Lượt về | Roma          | A     | 2–3                 | Cavani (2) 39', 68'                                                               | 0        |
| Ngày 27 tháng 5 năm 2021 | Chung kết            | Villarreal    | N     | 1–1 (h.p) (10–11 p) | Cavani 55'                                                                        | 9412     |

## Thống kê đội hình
| Số áo         | Vị trí        | Cầu thủ                    | Ngoại hạng Anh | Ngoại hạng Anh | Cúp FA | Cúp FA | Cúp EFL | Cúp EFL | Cúp châu Âu | Cúp châu Âu | Tổng cộng | Tổng cộng | Thẻ phạt | Thẻ phạt |
| Số áo         | Vị trí        | Cầu thủ                    | Trận           | Bàn            | Trận   | Bàn    | Trận    | Bàn     | Trận        | Bàn         | Trận      | Bàn       |          |          |
| ------------- | ------------- | -------------------------- | -------------- | -------------- | ------ | ------ | ------- | ------- | ----------- | ----------- | --------- | --------- | -------- | -------- |
| 1             | TM            | David de Gea               | 26             | 0              | 0      | 0      | 0       | 0       | 10          | 0           | 36        | 0         | 0        | 0        |
| 2             | HV            | Victor Lindelöf            | 29             | 1              | 3      | 0      | 2       | 0       | 11          | 0           | 45        | 1         | 4        | 0        |
| 3             | HV            | Eric Bailly                | 10(2)          | 0              | 1      | 0      | 3       | 0       | 5           | 0           | 19(2)     | 0         | 4        | 0        |
| 4             | HV            | Phil Jones                 | 0              | 0              | 0      | 0      | 0       | 0       | 0           | 0           | 0         | 0         | 0        | 0        |
| 5             | HV            | Harry Maguire (đội trưởng) | 34             | 2              | 3(1)   | 0      | 3       | 0       | 11          | 0           | 51(1)     | 2         | 15       | 0        |
| 6             | TV            | Paul Pogba                 | 21(5)          | 3              | 2      | 0      | 2(1)    | 1       | 6(5)        | 2           | 31(11)    | 6         | 8        | 0        |
| 7             | TĐ            | Edinson Cavani             | 13(13)         | 10             | 1(2)   | 0      | 1       | 1       | 6(3)        | 6           | 21(18)    | 17        | 5        | 0        |
| 8             | TV            | Juan Mata                  | 6(3)           | 1              | 1      | 0      | 2       | 2       | 1(5)        | 0           | 10(8)     | 3         | 0        | 0        |
| 9             | TĐ            | Anthony Martial            | 17(5)          | 4              | 2(2)   | 0      | 1(1)    | 1       | 7(1)        | 2           | 27(9)     | 7         | 1        | 1        |
| 10            | TĐ            | Marcus Rashford            | 33(4)          | 11             | 2(1)   | 1      | 1(3)    | 1       | 10(3)       | 8           | 46(11)    | 21        | 4        | 0        |
| 11            | TĐ            | Mason Greenwood            | 21(10)         | 7              | 4      | 2      | 1(2)    | 1       | 10(4)       | 2           | 36(16)    | 12        | 2        | 0        |
| 12            | HV            | Chris Smalling             | 0              | 0              | 0      | 0      | 0       | 0       | 0           | 0           | 0         | 0         | 0        | 0        |
| 13            | TM            | Lee Grant                  | 0              | 0              | 0      | 0      | 0       | 0       | 0           | 0           | 0         | 0         | 0        | 0        |
| 14            | TV            | Jesse Lingard              | 0              | 0              | 1      | 0      | 1(1)    | 0       | 0           | 0           | 2(1)      | 0         | 0        | 0        |
| 15            | TV            | Andreas Pereira            | 0              | 0              | 0      | 0      | 0       | 0       | 0           | 0           | 0         | 0         | 0        | 0        |
| 16            | HV            | Marcos Rojo                | 0              | 0              | 0      | 0      | 0       | 0       | 0           | 0           | 0         | 0         | 0        | 0        |
| 17            | TV            | Fred                       | 27(3)          | 1              | 2(1)   | 0      | 3       | 0       | 10(2)       | 0           | 42(6)     | 1         | 9        | 1        |
| 18            | TV            | Bruno Fernandes            | 35(2)          | 18             | 0(3)   | 1      | 2(1)    | 0       | 14(1)       | 9           | 51(7)     | 28        | 7        | 0        |
| 19            | TV            | Amad Diallo                | 2(1)           | 0              | 0(1)   | 0      | 0       | 0       | 0(4)        | 1           | 2(6)      | 1         | 0        | 0        |
| 20            | HV            | Diogo Dalot                | 0              | 0              | 0      | 0      | 1       | 0       | 0           | 0           | 1         | 0         | 0        | 0        |
| 21            | TV            | Daniel James               | 11(4)          | 3              | 1      | 0      | 1       | 0       | 5(4)        | 2           | 18(8)     | 5         | 3        | 0        |
| 22            | TM            | Sergio Romero              | 0              | 0              | 0      | 0      | 0       | 0       | 0           | 0           | 0         | 0         | 0        | 0        |
| 23            | HV            | Luke Shaw                  | 30(2)          | 1              | 1(2)   | 0      | 1(1)    | 0       | 9(1)        | 0           | 41(6)     | 1         | 13       | 0        |
| 24            | HV            | Timothy Fosu-Mensah        | 1              | 0              | 0      | 0      | 0       | 0       | 0(2)        | 0           | 1(2)      | 0         | 1        | 0        |
| 25            | TĐ            | Odion Ighalo               | 0(1)           | 0              | 0      | 0      | 2       | 0       | 0(1)        | 0           | 2(2)      | 0         | 0        | 0        |
| 26            | TM            | Dean Henderson             | 12(1)          | 0              | 4      | 0      | 4       | 0       | 5           | 0           | 25(1)     | 0         | 3        | 0        |
| 27            | HV            | Alex Telles                | 8(1)           | 0              | 3      | 0      | 1       | 0       | 8(3)        | 0           | 20(4)     | 0         | 1        | 0        |
| 28            | TV            | Facundo Pellistri          | 0              | 0              | 0      | 0      | 0       | 0       | 0           | 0           | 0         | 0         | 0        | 0        |
| 29            | HV            | Aaron Wan-Bissaka          | 34             | 2              | 3      | 0      | 2       | 0       | 15          | 0           | 54        | 2         | 4        | 0        |
| 30            | TM            | Nathan Bishop              | 0              | 0              | 0      | 0      | 0       | 0       | 0           | 0           | 0         | 0         | 0        | 0        |
| 31            | TV            | Nemanja Matić              | 12(8)          | 0              | 2(1)   | 0      | 2       | 0       | 6(5)        | 0           | 22(14)    | 0         | 4        | 0        |
| 33            | HC            | Brandon Williams           | 2(2)           | 0              | 1(1)   | 0      | 2       | 0       | 0(6)        | 0           | 5(9)      | 0         | 2        | 0        |
| 34            | TV            | Donny van de Beek          | 4(15)          | 1              | 4      | 0      | 3(1)    | 0       | 4(5)        | 0           | 15(21)    | 1         | 1        | 0        |
| 37            | TV            | James Garner               | 0              | 0              | 0      | 0      | 0       | 0       | 0           | 0           | 0         | 0         | 0        | 0        |
| 38            | HV            | Axel Tuanzebe              | 4(5)           | 0              | 1      | 0      | 1       | 0       | 3(5)        | 0           | 9(10)     | 0         | 7        | 0        |
| 39            | TV            | Scott McTominay            | 25(7)          | 4              | 2(2)   | 2      | 2       | 1       | 9(2)        | 0           | 38(11)    | 7         | 7        | 0        |
| 40            | TM            | Joel Castro Pereira        | 0              | 0              | 0      | 0      | 0       | 0       | 0           | 0           | 0         | 0         | 0        | 0        |
| 43            | HV            | Teden Mengi                | 0              | 0              | 0      | 0      | 0       | 0       | 0           | 0           | 0         | 0         | 0        | 0        |
| 44            | TĐ            | Tahith Chong               | 0              | 0              | 0      | 0      | 0       | 0       | 0           | 0           | 0         | 0         | 0        | 0        |
| 46            | TV            | Hannibal Mejbri            | 0(1)           | 0              | —      | —      | —       | —       | 0           | 0           | 0(1)      | 0         | 0        | 0        |
| 48            | HV            | Will Fish                  | 0(1)           | 0              | 0      | 0      | 0       | 0       | 0           | 0           | 0(1)      | 0         | 0        | 0        |
| 56            | TĐ            | Anthony Elanga             | 2              | 1              | —      | —      | —       | —       | 0           | 0           | 2         | 1         | 0        | 0        |
| 60            | TM            | Ondřej Mastný              | 0              | 0              | 0      | 0      | 0       | 0       | 0           | 0           | 0         | 0         | 0        | 0        |
| 74            | TĐ            | Shola Shoretire            | 0(2)           | 0              | 0      | 0      | —       | —       | 0(1)        | 0           | 0(3)      | 0         | 0        | 0        |
| Phản lưới nhà | Phản lưới nhà | Phản lưới nhà              | —              | 3              | —      | 0      | —       | 0       | —           | 2           | —         | 5         | —        | —        |

## Chuyển nhượng

### Đến
| Ngày                | VT | Cầu thủ           | Từ                  | Phí chuyển nhượng   | Ref.   |
| ------------------- | -- | ----------------- | ------------------- | ------------------- | ------ |
| 2 tháng 9 năm 2020  | TV | Donny van de Beek | Ajax                | Không tiết lộ       | [ 20 ] |
| 5 tháng 10 năm 2020 | HV | Alex Telles       | Porto               | Không tiết lộ       | [ 22 ] |
| 5 tháng 10 năm 2020 | TĐ | Edinson Cavani    | Chuyển nhượng tự do | Chuyển nhượng tự do | [ 23 ] |
| 5 tháng 10 năm 2020 | TĐ | Facundo Pellistri | Peñarol             | Không tiết lộ       | [ 25 ] |
| 7 tháng 1 năm 2021  | TĐ | Amad Diallo       | Atalanta            | Không tiết lộ       | [ 27 ] |

### Đi
| Ngày                 | VT | Cầu thủ                   | Tới                 | Phí                 | Ref.   |
| -------------------- | -- | ------------------------- | ------------------- | ------------------- | ------ |
| 30 tháng 6 năm 2020  | HV | Cameron Borthwick-Jackson | Giải phóng hợp đồng | Giải phóng hợp đồng | [ 29 ] |
| 30 tháng 6 năm 2020  | TM | Alex Fojtíček             | Giải phóng hợp đồng | Giải phóng hợp đồng | [ 29 ] |
| 30 tháng 6 năm 2020  | TV | Ethan Hamilton            | Giải phóng hợp đồng | Giải phóng hợp đồng | [ 29 ] |
| 30 tháng 6 năm 2020  | TĐ | Largie Ramazani           | Giải phóng hợp đồng | Giải phóng hợp đồng | [ 29 ] |
| 30 tháng 6 năm 2020  | HV | George Tanner             | Giải phóng hợp đồng | Giải phóng hợp đồng | [ 29 ] |
| 30 tháng 6 năm 2020  | TV | Aidan Barlow              | Giải phóng hợp đồng | Giải phóng hợp đồng | [ 29 ] |
| 30 tháng 6 năm 2020  | TV | Dion McGhee               | Giải phóng hợp đồng | Giải phóng hợp đồng | [ 29 ] |
| 30 tháng 6 năm 2020  | HV | Demetri Mitchell          | Giải phóng hợp đồng | Giải phóng hợp đồng | [ 29 ] |
| 30 tháng 6 năm 2020  | TM | Kieran O'Hara             | Giải phóng hợp đồng | Giải phóng hợp đồng | [ 29 ] |
| 30 tháng 6 năm 2020  | TV | Angel Gomes               | Giải phóng hợp đồng | Giải phóng hợp đồng | [ 38 ] |
| 23 tháng 7 năm 2020  | HV | Ben Hockenhull            | Brentford           | Không tiết lộ       | [ 39 ] |
| 6 tháng 8 năm 2020   | TĐ | Alexis Sánchez            | Inter Milan         | Miễn phí            | [ 40 ] |
| 4 tháng 9 năm 2020   | HV | Oliver Denham             | Cardiff City        | Miễn phí            | [ 41 ] |
| 11 tháng 9 năm 2020  | TĐ | Ayodeji Sotona            | Giải phóng hợp đồng | Giải phóng hợp đồng | [ 43 ] |
| 5 tháng 10 năm 2020  | HV | Chris Smalling            | Roma                | Không tiết lộ       | [ 45 ] |
| 19 tháng 11 năm 2020 | HV | Owen Dodgson              | Burnley             | Không tiết lộ       | [ 46 ] |
| 19 tháng 11 năm 2020 | HV | Calen Gallagher-Allison   | Burnley             | Không tiết lộ       | [ 46 ] |
| 4 tháng 1 năm 2021   | TV | Max Haygarth              | Brentford           | Không tiết lộ       | [ 47 ] |
| 8 tháng 1 năm 2021   | TV | Luca Ercolani             | Carpi               | Không tiết lộ       | [ 48 ] |
| 13 tháng 1 năm 2021  | HV | Timothy Fosu-Mensah       | Bayer Leverkusen    | Không tiết lộ       | [ 50 ] |
| 25 tháng 1 năm 2021  | HV | Łukasz Bejger             | Śląsk Wrocław       | Không tiết lộ       | [ 51 ] |
| 2 tháng 2 năm 2021   | HV | Marcos Rojo               | Boca Juniors        | Không tiết lộ       | [ 52 ] |
| 7 tháng 5 năm 2021   | HV | Harvey Neville            | Fort Lauderdale CF  | Không tiết lộ       | [ 53 ] |

### Cho mượn
| Ngày đi              | Ngày về             | VT | Tên                 | Tới                    | Ref.   |
| -------------------- | ------------------- | -- | ------------------- | ---------------------- | ------ |
| 16 tháng 8 năm 2020  | 30 tháng 1 năm 2021 | TĐ | Tahith Chong        | Werder Bremen          | [ 54 ] |
| 17 tháng 8 năm 2020  | Kết thúc mùa giải   | TV | Aliou Traoré        | Caen                   | [ 55 ] |
| 28 tháng 8 năm 2020  | 5 tháng 1 năm 2021  | TM | Matěj Kovář         | Swindon Town           | [ 56 ] |
| 29 tháng 8 năm 2020  | Kết thúc mùa giải   | TM | Joel Castro Pereira | Huddersfield Town      | [ 57 ] |
| 8 tháng 9 năm 2020   | 8 tháng 1 năm 2021  | TV | Dylan Levitt        | Charlton Athletic      | [ 58 ] |
| 18 tháng 9 năm 2020  | 30 tháng 1 năm 2021 | TV | James Garner        | Watford                | [ 59 ] |
| 1 tháng 10 năm 2020  | 30 tháng 1 năm 2021 | HV | Max Taylor          | Kidderminster Harriers | [ 60 ] |
| 2 tháng 10 năm 2020  | Kết thúc mùa giải   | TV | Andreas Pereira     | Lazio                  | [ 61 ] |
| 4 tháng 10 năm 2020  | Kết thúc mùa giải   | HV | Diogo Dalot         | Milan                  | [ 62 ] |
| 16 tháng 10 năm 2020 | Kết thúc mùa giải   | HV | Di'Shon Bernard     | Salford City           | [ 63 ] |
| 16 tháng 10 năm 2020 | tháng 1 năm 2021    | TV | Max Haygarth        | Brentford B            | [ 64 ] |
| 16 tháng 10 năm 2020 | tháng 1 năm 2021    | TM | Jacob Carney        | Brighouse Town         | [ 64 ] |
| 8 tháng 1 năm 2021   | Kết thúc mùa giải   | HV | Ethan Laird         | Milton Keynes Dons     | [ 65 ] |
| 15 tháng 1 năm 2021  | Kết thúc mùa giải   | TM | Jacob Carney        | Portadown              | [ 66 ] |
| 29 tháng 1 năm 2021  | Kết thúc mùa giải   | TV | Jesse Lingard       | West Ham United        | [ 67 ] |
| 30 tháng 1 năm 2021  | Kết thúc mùa giải   | TV | James Garner        | Nottingham Forest      | [ 68 ] |
| 30 tháng 1 năm 2021  | Kết thúc mùa giải   | TĐ | Tahith Chong        | Club Brugge            | [ 69 ] |
| 31 tháng 1 năm 2021  | Kết thúc mùa giải   | TV | Facundo Pellistri   | Deportivo Alavés       | [ 70 ] |
| 1 tháng 2 năm 2021   | Kết thúc mùa giải   | HV | Teden Mengi         | Derby County           | [ 71 ] |
| 15 tháng 2 năm 2021  | Kết thúc mùa giải   | TV | Dylan Levitt        | Istra 1961             | [ 72 ] |